# Fritzi Wenisch
Friedrieke Wenisch-Filz, detta Fritzi (27 agosto 1907 – Vienna, 22 luglio 1981), è stata una schermitrice austriaca, vincitrice di una medaglia di bronzo ai Campionati mondiali di scherma e di due medaglie d'argento e una di bronzo ai Campionati Internazionali di scherma.